# Bernardo Bertolucci
Bernardo Bertolucci (født 16. marts 1941, død 26. november 2018) var en italiensk forfatter og filminstruktør.
Blandt hans film kan fremhæves Sidste tango i Paris (1973), 1900 (1976), Den sidste kejser (1987) og Lille Buddha (1993).